# Heiliger Pillendreher
Der Heilige Pillendreher (Scarabaeus sacer) ist ein Käfer aus der Familie der Blatthornkäfer (Scarabaeidae).

## Merkmale
Heilige Pillendreher werden etwa drei Zentimeter lang. Der Chitin-Panzer besitzt eine schwarze Grundfärbung, die oft eine grünliche Schattierung aufweist. Der Körper ist insgesamt oval gebaut, eher gedrungen als gestreckt, wobei der Thorax breiter ist als das Abdomen. Der Kopf ist durch Fortsätze an den Seiten verbreitert und sehr flach. Die Vorderseite des Kopfes ist stark gezackt. Insgesamt erinnert seine Form sehr an eine Schaufel. Die Fühler sind sehr kurz und verdicken sich am Ende zu einer Keule. Die Vorderbeine sind, ähnlich dem Kopf, flach und gezackt, sodass auch sie sehr gut als Schaufel verwendet werden können.

## Verbreitung
Die Käfer sind im Mittelmeergebiet, nahezu in ganz Afrika, Kleinasien und in Teilen von Südamerika beheimatet, wo sie verschiedene Steppengebiete wie Savannen und Halbwüsten bewohnen.

## Biologie
Sie ernähren sich vom Kot pflanzenfressender Säugetiere und werden deshalb auch Koprophagen (Kotfresser) genannt. Nach der Paarung formt der Käfer eine Kugel aus Dung, die seine Körpermasse oft um ein Vielfaches übertrifft. Diese Kugel klemmt er dann zwischen seine Hinterbeine und rollt sie rückwärts laufend vor sich her, bis er eine geeignete Stelle findet und die Kugel mit Hilfe von Kopf und Vorderbeinen im Boden vergräbt. Das Weibchen legt die Eier dann an die vergrabene Kotkugel, von der sich die Larven später ernähren.

## Geschichte
Der Pillendreher galt im Alten Ägypten als Symbol für die Auferstehung und für den Kreislauf der Sonne. Den Toten gab man Skarabäen, kleine Käferamulette, als Grabbeigabe zum Schutz im Jenseits mit, aber auch Lebende trugen Skarabäen als Schmuck.

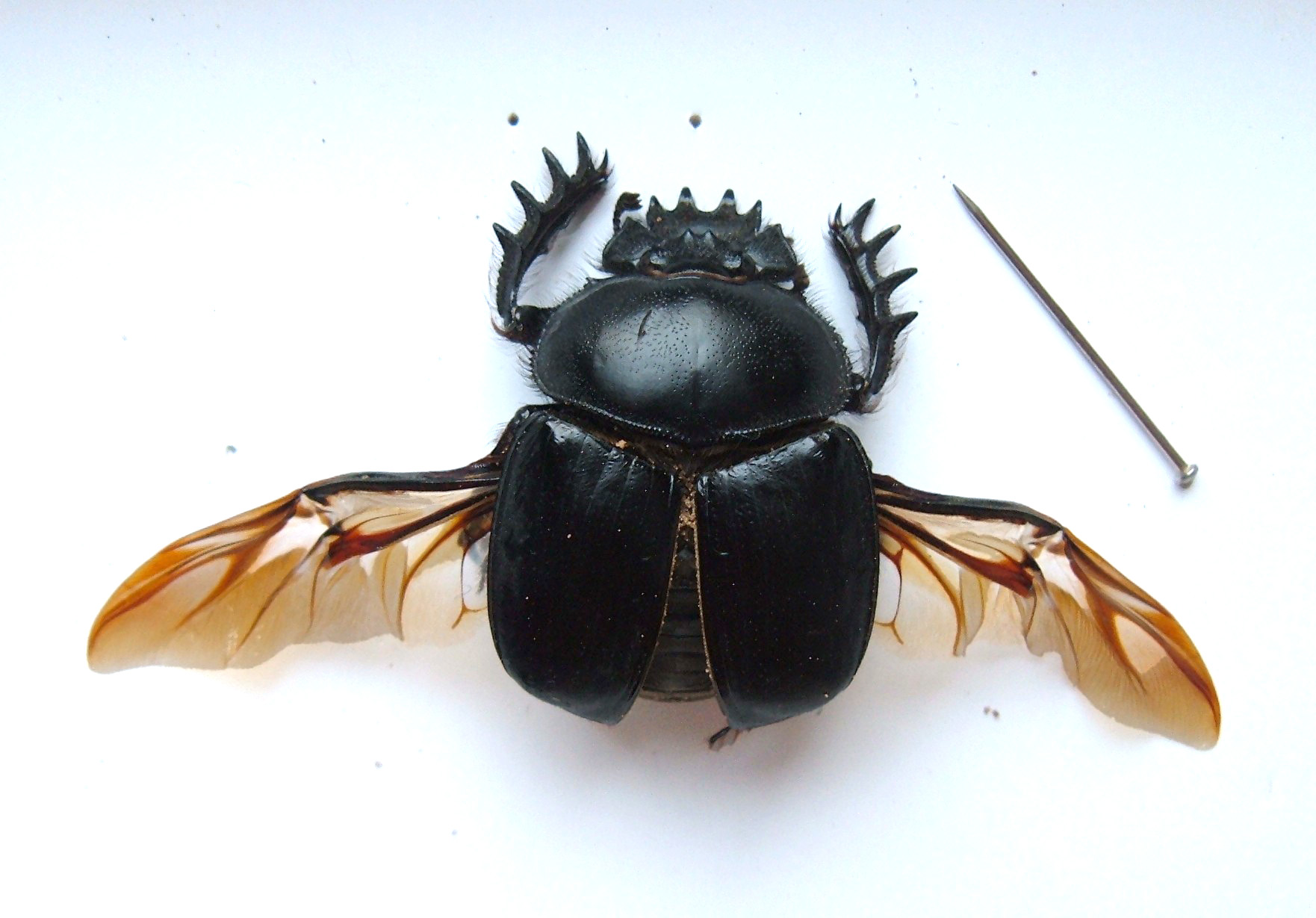
Präpariertes Tier
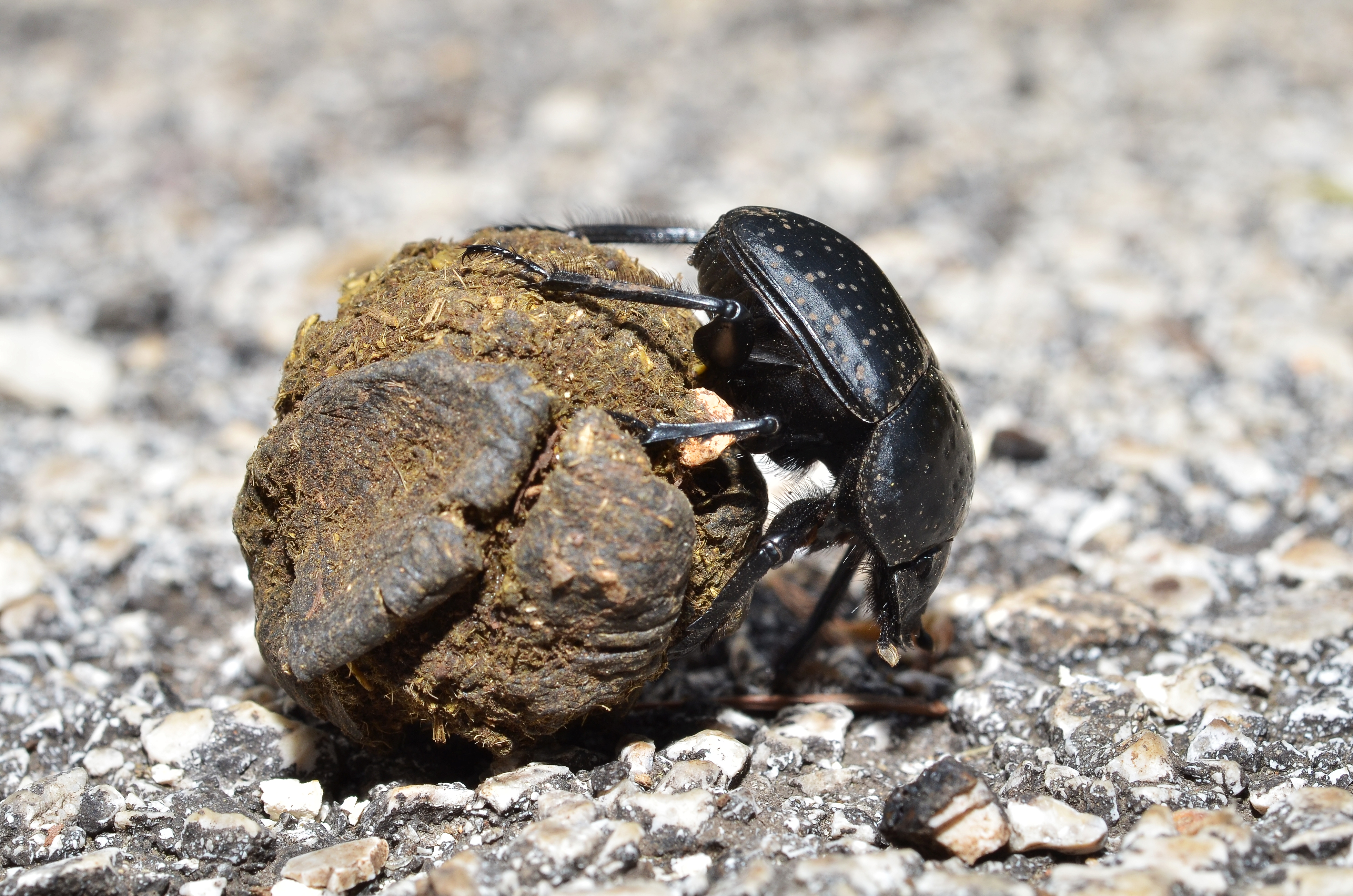
Käfer mit Dungkugel
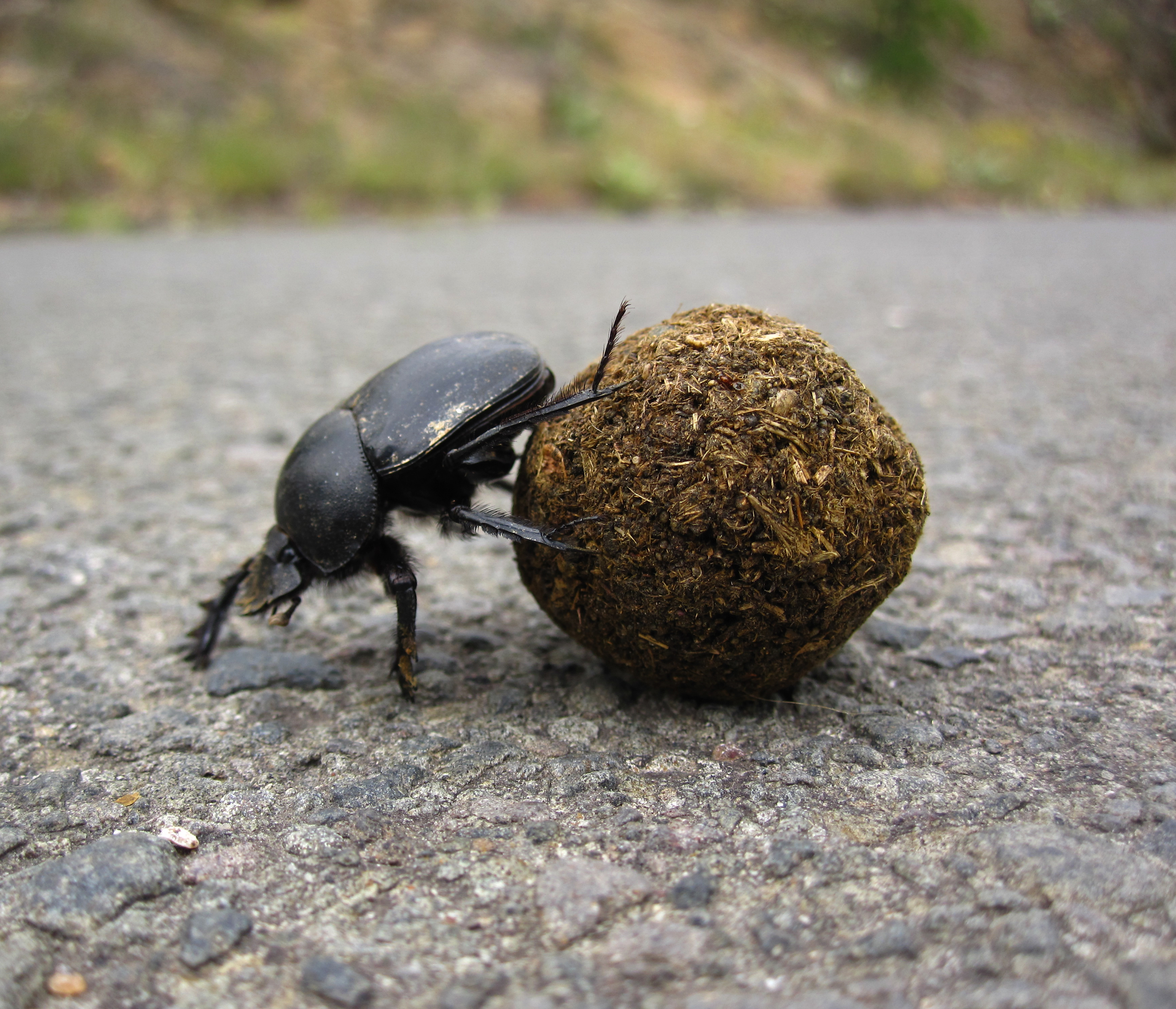
Käfer mit Dungkugel